# Phrynocephalus golubewii
Phrynocephalus golubewii — вид ящірок з родини агамових. Інша назва — круглоголовка Голубєва.

## Етимологія
Вид названий на честь російського герпетолога Михайла Леонідовича Голубєва (1947—2005), який емігрував в 1990-і роки в США і працював в Університеті Каліфорнії, а також в Сіетлі, автора опису геконів фауни СРСР і суміжних країн (1996).

## Поширення
Вид є ендеміком Туркменістану. Має обмежене поширення у районі залізничної станції Бамі на півдні Туркменістану. Мешкає на рівнині у солончаку, рівень розташування якого нижчий 100 м від рівня моря.

## Загрози
Обмежене середовище проживання цього виду знаходиться під загрозою розширення сільськогосподарських угідь (ріллі). В регіоні розвивається зрошуване рослиництво, що дозволяє перетворення солончака на орні землі.